# Michael Davitt
Michael Davitt (Straide, 25 marzo 1846 – Dublino, 30 maggio 1906) è stato un politico irlandese.
Noto per il suo ruolo nella fondazione dell'Irish National Land League nel 1879, un'organizzazione che mirava a riformare il sistema fondiario irlandese e a migliorare le condizioni dei contadini. Aderì alla Irish Republican Brotherhood dopo un periodo di prigionia durato sette anni. Si allontanò progressivamente da Charles Stewart Parnell, del quale aveva condiviso molte ideologie. Davitt si oppose sempre a qualsiasi ampliamento dei rapporti politici tra Irlanda e Inghilterra.

## Prima infanzia e formazione
Michael Davitt nacque a Straide, nella contea di Mayo, durante la Grande carestia irlandese. Era il secondo di cinque figli di Martin e Catherine Davitt, piccoli agricoltori. Nel 1850, la famiglia fu sfrattata dalla loro terra a causa di arretrati nell'affitto e si trasferì a Haslingden, nel Lancashire, Inghilterra. All'età di nove anni, Michael iniziò a lavorare in una filanda di cotone. Due anni dopo, perse il braccio destro in un incidente sul lavoro. Un filantropo locale finanziò la sua istruzione presso una scuola metodista, dove sviluppò un interesse per la storia irlandese e il movimento cartista.

## Coinvolgimento nel movimento repubblicano
Nel 1865, Davitt si unì alla Irish Republican Brotherhood (IRB), un'organizzazione segreta che promuoveva l'uso della violenza per porre fine al dominio britannico in Irlanda. Divenne segretario dell'IRB per il nord dell'Inghilterra e la Scozia, occupandosi del traffico di armi. Nel 1870, fu arrestato a Londra mentre attendeva una consegna di armi e condannato a quindici anni di lavori forzati per tradimento. Dopo sette anni e mezzo, fu rilasciato nel dicembre 1877 grazie alle pressioni della Home Rule League per un'amnistia per i prigionieri politici irlandesi.

## Fondazione dell'Irish National Land League
Dopo il suo rilascio, Davitt si dedicò alla causa della riforma agraria. Nel 1879, durante una carestia che colpì l'ovest dell'Irlanda, organizzò incontri per sensibilizzare l'opinione pubblica sulla questione fondiaria. Il 16 agosto 1879, fu fondata la Land League di Mayo a Castlebar. Il 21 ottobre dello stesso anno, questa fu sostituita dall'Irish National Land League con sede a Dublino, con Charles Stewart Parnell come presidente e Davitt come uno dei segretari. L'obiettivo principale della Lega era ottenere la riduzione degli affitti, la sicurezza del possesso della terra e, infine, la proprietà della terra da parte dei contadini.

## Il Land War e l'attività politica
La Lega adottò lo slogan "la terra al popolo" e organizzò campagne di disobbedienza civile contro i proprietari terrieri. Una delle azioni più note fu il boicottaggio contro l'agente terriero Charles Boycott nel 1880, che portò all'abbandono della sua proprietà. Nel 1881, il governo britannico rispose all'agitazione con il Protection of Persons and Property Act 1881, che permetteva l'internamento senza processo. Davitt fu arrestato nuovamente nel febbraio 1881 e rilasciato nel maggio 1882 in seguito al Kilmainham Treaty, un accordo tra l'IPP e il Partito Liberale britannico che portò a miglioramenti nella legislazione agraria.

## Ruolo nel Parlamento e attività successive
Nel 1892, Davitt fu eletto membro del Parlamento britannico per la circoscrizione di South Mayo come rappresentante dell'Irish Parliamentary Party. Tuttavia, nel 1899, si dimise in segno di protesta contro la Seconda guerra boera e la politica imperialista britannica. Successivamente, intraprese viaggi in Sudafrica per sostenere la causa boera e lavorò come giornalista, scrivendo per testate come il New York American e il Freeman's Journal.

## Vita personale
Nel 1886, Davitt sposò Mary Yore, un'americana di origini irlandesi. La coppia ebbe cinque figli. Uno dei loro figli, Robert Davitt, divenne membro del Dáil Éireann, mentre un altro, Cahir Davitt, divenne presidente dell'Alta Corte irlandese.

## Morte e eredità
Michael Davitt morì il 30 maggio 1906 a Dublino a causa di un'infezione conseguente a un'estrazione dentale. Fu sepolto nel cimitero di Straide, nella contea di Mayo. La sua eredità vive attraverso le riforme agrarie che contribuì a realizzare e attraverso il Michael Davitt Museum situato nel suo luogo di nascita.

## Opere
- The Prison Life of Michael Davitt (1878)
- Leaves from a Prison Diary (1885)
- The Fall of Feudalism in Ireland (1904)
- The Boer Fight for Freedom (1902)